# اچ‌ام‌اس ایگل (۱۷۷۴)
اچ‌ام‌اس ایگل (۱۷۷۴) (به انگلیسی: HMS Eagle (1774)) یک کشتی بود که طول آن ۱۵۹ فوت ۶ اینچ (۴۸٫۶۲ متر) بود. این کشتی در سال ۱۷۷۴ ساخته شد.